# Arteria maleolar anterior medial
La arteria maleolar anterior medial es una arteria que se origina como rama colateral de la arteria tibial anterior.

## Ramas
Emite las siguientes ramas:
- Ramos profundos o articulares.
- Ramos superficiales o maleolares.

## Distribución
Se distribuye hacia el tobillo.